# Моя планета
«Моя планета» — российский познавательный телеканал о путешествиях.

## Вещание
Дистрибуцией телеканала занимается компания «Сигнал Медиа». Вещание канала идёт на спутнике и в кабельных сетях.
«Моя Планета» входит в пакет неэфирных каналов «Цифрового телевидения» (дочернего предприятия ВГТРК и «Ростелеком»).
С 2010 по 2016 год телеканал доступен зрителям спутниковых, кабельных, мультисервисных сетей по всей России, в странах СНГ и Прибалтики (Белоруссия, Казахстан, Молдавия, Латвия, Литва, Эстония); в некоторых странах Европы (Польша, Дания, Кипр, Румыния, Венгрия и Словакия), и в Израиле.
В течение 2010—2013 годов программы канала транслировались несколько раз в день в специально выделенных блоках в сетке вещания телеканала «Россия-2». Также передачи можно было увидеть на каналах «Россия-1» и «Россия HD».
1 декабря 2019 года телеканал перешёл на широкоформатное вещание 16:9, а 3 декабря 2019 года была запущена HD-версия телеканала.

## Аудитория
Распространение: Более 23 миллионов абонентов в России и более 2 млн абонентов в странах СНГ и Балтии.
Аудитория канала: более 75 млн зрителей, 58 % от всех домохозяйств России, возраст 35—44+, пол: 55 % мужчины, 45 % женщины.
В январе 2013 года «Моя Планета» обогнала в российском телеэфире все иностранные каналы о путешествиях, включая Discovery.
Аудитория телеканала составляет более 75 млн зрителей. Количество подписчиков в Facebook приближается к отметке в 618 000, ВКонтакте — уже около 388 000.

## Руководство
Генеральный директор:
- Григорий Ковбасюк[7].

Главный редактор телеканала:
- С 2023 — Роман Лобашов[7]
- 2009—2023 — Николай Табашников[8].

## Награды
В 2010 году телеканал «Моя планета» стал победителем премии «Золотой луч» в номинации «Лучший познавательный телеканал года». В 2013 — получил премию «Большая цифра» как лучший познавательный телеканал.

## Мероприятия

### Премия «Моя Планета»
В 2011 году в Москве состоялось первое вручение премии «Моя планета». Среди номинантов — известные представители туристической индустрии со всего мира.
В 2012 году на премию номинировались 150 номинантов, в 2013 году на премию номинировались уже 499 номинантов. В 2014 году количество номинантов возросло до 900.
В 2015 году на премию номинировались более 3000 человек. Победители были опубликованы на сайте Клуба «Моя Планета». Премия расширила круг номинаций, адресованных путешественникам. Для участия в премии принимались репортажи, видеорепортажи из странствий, маршруты путешествий, рецепты, собранные путешественниками в разных уголках мира. Отдельная номинация была предусмотрена для участников конкурса «Селфи». Самой ожидаемой номинацией премии «Моя Планета — 2015» стала номинация «Кандидат в путешественники». Впервые в истории премии в 2015 победителей выбирали путём открытого голосования на сайте клуба.

### Фестиваль «Моя планета. Планета людей»
Фестиваль «Моя Планета. Планета людей» — это крупнейший в России фестиваль, посвящённый путешествиям, ежегодно объединяющий более 200 000 человек. Проводится с 2012 года. Фестиваль включает кинопрограмму документальных фильмов, вдохновляющих на путешествие и квест-пикник. Среди городов фестиваля Москва, Санкт-Петербург, Уфа, Новосибирск. В 2016 году в рамках фестиваля прошла фотовыставка «Россия — Место силы».